# I. e. 104
Évszázadok: i. e. 3. század – i. e. 2. század – i. e. 1. század
Évtizedek: i. e. 150-es évek – i. e. 140-es évek – i. e. 130-as évek – i. e. 120-as évek – i. e. 110-es évek – i. e. 100-as évek – i. e. 90-es évek – i. e. 80-as évek – i. e. 70-es évek – i. e. 60-as évek – i. e. 50-es évek
Évek: i. e. 109 – i. e. 108 – i. e. 107 – i. e. 106 –  i. e. 105 – i. e. 104 – i. e. 103 – i. e. 102 – i. e. 101 – i. e. 100 – i. e. 99

## Események

### Róma
- Caius Flavius Fimbriát és Caius Mariust (másodszor) választják consulnak. Marius a beiktatásának napjára időzíti a numida háborúban való győzelméért rendezett diadalmenetet. A diadalmenetben felvonultatják Jugurtha numida királyt, akit aztán a börtönben hagynak éhen halni.
- Az előző évben a kimberek ellen elvesztett hadseregek pótlására Marius véglegesíti azt a gyakorlatot, amit korábban a Jugurtha elleni háború során kivételként engedélyeztek számára. A római hadsereg sorozott kisbirtokosok helyett ezentúl szerződéses zsoldosokból áll, akik többnyire a városi szegények soraiból kerülnek ki és mivel leszerelésük körülményei a hadvezértől függnek, inkább hozzá lesznek lojálisak, mint az államhoz. Marius megreformálja a kiképzést, a csapatok beosztását és a felszerelést is.
- A kisbirtokos osztály egyébként is a korábbi töredékére zsugorodott, az agrártörvény vitájakor Lucius Marcius Philippus néptribunus kijelenti, hogy számuk nem több, mint kétezer, míg a római polgárok száma meghaladja a 400 ezret.
- Szicíliában Salvius (aki felveszi a Trüphón nevet) vezetésével fellázadnak a rabszolgák, elkezdődik a második szicíliai rabszolgaháború.

### Júdea
- Meghal Ióannész Hürkanosz júdeai király és jeruzsálemi főpap. Utóda legidősebb fia, I. Arisztobulosz, akit apja csak főpapnak szánt, de bebörtönözteti három öccsét és anyját (aki éhen hal a börtönben) és magához ragadja a hatalmat. Negyedik, megbízhatónak vélt öccse, Antigonosz, szabadon marad.

### Kína
- Kína lovakat akar vásárolni a ferganai Tajüan királyságtól, de kérésüket megtagadják. A követek inzultálják a tajüaniakat, mire megölik őket. A császár Li Kuang-li vezetésével büntetőhadjáratot indít ellenük, de vereséget szenvednek.
- Vu császár bevezeti a Tajcsu-naptárat.

## Születések
- Servilia Caepionis, Julius Caesar szeretője

## Halálozások
- Ióannész Hürkanosz, júdeai király
- Jugurtha, numida király
- Tung Csung-su, kínai filozófus

## Fordítás
- Ez a szócikk részben vagy egészben  a(z)   104 av. J.-C. című francia Wikipédia-szócikk ezen változatának fordításán alapul.  Az eredeti cikk szerkesztőit annak laptörténete sorolja fel. Ez a jelzés csupán a megfogalmazás eredetét és a szerzői jogokat jelzi, nem szolgál a cikkben szereplő információk forrásmegjelöléseként.